# Гайворон (Киевская область)
Га́йворон (укр. Гайворон) — село, входит в Володарский район Киевской области Украины на реке Березянка.
Население по переписи 2001 года составляло 492 человек. Почтовый индекс — 09312.

## Известные уроженцы
- Познанская, Мария Аввакумовна (1917—1995) — украинская и советская поэтесса.
- Шинкарук, Владимир Илларианович (1928—2001) — украинский философ.

## Местный совет
09312, Киевская область, Володарский район, с. Гайворон, ул. Шкільна, 5.